# Odonto Fantasy
Odonto Fantasy é uma tradicional festa à fantasia realizada anualmente no município de Aracaju, em Sergipe.
Idealizada por Gustavo Paixão, a Odonto Fantasy teve sua primeira edição no ano de 1998, e reuniu cerca de 500 pessoas fantasiadas. Em 2006 o público foi de aproximadamente 16.000 pessoas, e é a maior festa à fantasia das regiões Norte e Nordeste.
Em 2012 alcançou o publico de 23.000 pessoas.
Todas as tribos costumam se encontrar nesta festa com o objetivo de se divertir. O uso obrigatório de fantasia costuma deixar seus participantes à vontade para soltarem sua imaginação e tornarem-se quem quiserem.